# Fabrizio Paolucci
Fabrizio Paolucci (Forlì, 2 aprile 1651 – Roma, 12 giugno 1726) è stato un cardinale e arcivescovo cattolico italiano.

## Biografia
Fabrizio Paolucci nacque il 2 aprile 1651 a Forlì, quinto dei sei figli di Cosimo Paolucci, conte di Calboli, e di sua moglie Luciana Albicini; suoi fratelli furono Giovanni, Angiola Guerreria, Lucrezia, Giuseppe Ferdinando e Luigi. Egli fu zio del cardinale Camillo Merlini Paolucci.
Recatosi a Roma nel 1659 a 8 anni, venne educato dal prozio. Entrò quindi all'Università La Sapienza di Roma ove ottenne il dottorato in utroque iure il 23 febbraio 1674 e venne ordinato poco dopo sacerdote.
Eletto vescovo di Macerata e Tolentino il 9 aprile 1685, venne consacrato il 6 maggio successivo nella chiesa di San Filippo a Roma dal cardinale Gaspare Carpegna, vicario di Roma. Il 6 febbraio 1696 venne prescelto quale assistente al Soglio Pontificio e dal 24 febbraio di quello stesso anno divenne nunzio apostolico a Colonia.
Papa Innocenzo XII lo elevò al rango di cardinale nel concistoro del 19 dicembre 1698. Nel frattempo, il 27 gennaio venne trasferito alla sede episcopale di Ferrara col titolo personale di arcivescovo, ottenendo da quella stessa data l'incarco di nunzio apostolico straordinario alla Dieta Polacca per l'elezione di un nuovo re. Il 5 gennaio 1699 ottenne la berretta rossa ed il titolo dei Santi Giovanni e Paolo, prendendo parte nel 1700 al conclave che elesse papa Clemente XI. Il nuovo pontefice lo nominò cardinale segretario di Stato mantenendolo in carica dal 3 dicembre 1700 al 19 marzo 1721. Date le dimissioni dalla diocesi di Ferrara dal 14 marzo 1701, divenne commendatario di una ricca abbazia di Cremona. Il 25 gennaio 1709 divenne pro-penitenziere maggiore rimanendo in carica sino all'11 maggio 1721. Camerlengo del Sacro Collego dei Cardinali dal 25 gennaio 1706 sino al 21 febbraio 1707. Optò quindi per l'ordine dei cardinali-vescovi ed ottenne la sede suburbicaria di Albano dall'8 febbraio 1719. Alla morte del pontefice, nel conclave del 1721 era il candidato più forte alla successione, ma da parte di Carlo VI d'Asburgo (tramite il cardinale Mihaly Frigyes Althan, vescovo di Vac) fu posto il veto sulla sua elezione, in quanto ritenuto dall'imperatore troppo vicino alle posizioni francesi; fu perciò eletto un cardinale che non fosse schierato, Michelangelo Conti cioè papa Innocenzo XIII. Vicario generale di Roma dall'11 maggio 1721, diviene prefetto della Congregazione dei vescovi e regolari dal 9 settembre 1721.
Dopo la morte del pontefice nel 1724 fu di nuovo uno dei maggiori candidati al soglio pontificio; ma non fu eletto sempre per il veto imperiale, ma con l'elezione di Benedetto XIII egli riassunse la funzione di segretario di Stato che mantenne fino alla morte. Prefetto della Sacra Congregazione dei Riti, di Avignone e di Loreto. Optò quindi per la sede suburbicaria di Porto e Santa Rufina dal 12 giugno 1724. Vice-decano del Sacro Collegio dei Cardinali, gli vennero garantite le facoltà di plenipotenziario per negoziare assieme al cardinale Álvaro Cienfuegos, arcivescovo di Catania, la devoluzione di Comacchio e regioni adiacenti allo Stato della Chiesa dal 1º settembre 1724. Segretario della Sacra Congregazione dell'Inquisizione dal 1725 rimase in carica sino alla sua morte. Optò infine per le sedi suburbicarie di Ostia e Velletri e divenne decano del Sacro Collegio dei Cardinali dal 19 novembre 1725.
Morì il 12 giugno 1726, all 5.00 di mattina, presso il palazzo apostolico del Quirinale. La salma venne quindi trasferita al suo palazzo nel foto dei XII Apostoli quel giorno stesso alle 7.00 e quindi alla Basilica dei Santi XII Apostoli il 13 giugno 1726 ove ebbero luogo anche i funerali ed alle 23.00 la salma venne traslata chiesa romana di San Marcello al Corso (monumento di Pietro Bracci) e lì sepolta a sinistra dell'altare di San Pellegrino Laziosi.
A lui si deve, a Forlì, la costruzione sia del neoclassico Palazzo Paolucci de Calboli sia del Palazzo dei Signori della Missione.

## Genealogia episcopale e successione apostolica
La genealogia episcopale è:
- Cardinale Scipione Rebiba
- Cardinale Giulio Antonio Santori
- Cardinale Girolamo Bernerio, O.P.
- Arcivescovo Galeazzo Sanvitale
- Cardinale Ludovico Ludovisi
- Cardinale Luigi Caetani
- Cardinale Ulderico Carpegna
- Cardinale Paluzzo Paluzzi Altieri degli Albertoni
- Cardinale Gaspare Carpegna
- Cardinale Fabrizio Paolucci

La successione apostolica è:
- Vescovo Cesare Sperelli (1698)
- Vescovo Jan Gomoliński (1700)
- Cardinale Niccolò Caracciolo (1700)
- Cardinale Antonio Felice Zondadari (1701)
- Cardinale Giuseppe Vallemani (1701)
- Vescovo Pietro Corbelli (1701)
- Vescovo Ortensio Visconti (1702)
- Cardinale Vincenzo Bichi (1702)
- Arcivescovo Antonio Maria Brancaccio, C.R. (1703)
- Cardinale Antonio Francesco Sanvitale (1703)
- Arcivescovo José Gasch, O.M. (1703)
- Arcivescovo Francesco Maurizio Gonteri (1705)
- Arcivescovo Francesco Giuseppe Arborio di Gattinara, B. (1706)
- Cardinale Ferdinando Nuzzi (1706)
- Cardinale Lodovico Pico della Mirandola (1706)
- Arcivescovo Giovanni Battista Anguisciola (1706)
- Vescovo Callisto Lodigeri, O.S.M. (1707)
- Arcivescovo Fabio Mancinforte (1707)
- Cardinale Pier Marcellino Corradini (1707)
- Cardinale Alessandro Aldobrandini (1707)
- Vescovo Antonio San Felice (1707)
- Vescovo Carlo Palma (1709)
- Arcivescovo Giacomo Caracciolo (1710)
- Vescovo Fortunato Morosini, O.S.B. (1710)
- Vescovo Alfonso De' Belincioni (1710)
- Arcivescovo Alessandro Bonaventura (1711)
- Cardinale Giorgio Spinola (1711)
- Vescovo Camillo Marazzani (1711)
- Arcivescovo Bernardino Guinigi (1711)
- Cardinale Prospero Marefoschi (1711)
- Vescovo Franz Karl von Kaunitz-Rietberg (1711)
- Cardinale Benedetto Erba-Odescalchi (1711)
- Cardinale Sinibaldo Doria (1711)
- Cardinale Cornelio Bentivoglio (1712)
- Vescovo Antonio Vaira (1712)
- Vescovo Giorgio Cattaneo (1712)
- Arcivescovo Fabrizio Aurelio de Agostini (1712)
- Cardinale Vincenzo Petra (1712)
- Vescovo Simone Marco Palmerini (1713)
- Vescovo Biagio de Dura (1713)
- Arcivescovo Giovanni Battista Stella (1713)
- Vescovo Nicola Spinelli (1713)
- Arcivescovo Giovanni Battista Conventati, C.O. (1714)
- Vescovo Agostino Nicola degl'Abbati Olivieri, O.E.S.A. (1714)
- Cardinale Giandomenico Paracciani (1714)
- Arcivescovo Gaspar Fuster, C.O. (1714)
- Vescovo Tommaso Torelli (1714)
- Vescovo Niccolò Tolomei (1715)
- Vescovo Antonio Gagliani, O.F.M.Conv. (1715)
- Cardinale Daniele Dolfin (1715)
- Vescovo Colombino Bassi, O.S.B. (1715)
- Vescovo Rogerio Giacobetti (1715)
- Arcivescovo Tomás José Ruiz Montes (1716)
- Vescovo Giovanni Soffietti, C.R.M. (1716)
- Vescovo Lodovico Maria Pandolfini (1716)
- Vescovo Jean Vidovich (1716)
- Arcivescovo Simone Gritti (1716)
- Cardinale Pompeio Aldrovandi (1716)
- Arcivescovo Giovanni Crisostomo Battelli (1716)
- Patriarca Tommaso Cervini (1716)
- Arcivescovo Alfonso Mariconda, O.S.B. (1717)
- Vescovo Gregorio Lauri (1717)
- Arcivescovo Giuseppe Maria Positano, O.P. (1717)
- Patriarca Giuseppe Antonio Davanzati (1717)
- Arcivescovo Salvatore Miroballo (1717)
- Vescovo Pietro Giacomo Pichi (1718)
- Vescovo Gennaro Mattei, O.M. (1718)
- Vescovo Gabriele de Marchis (1718)
- Vescovo Giovanni Michele Teroni, B. (1718)
- Vescovo Gioacchino Maria Oldi, O.Carm. (1718)
- Vescovo Niccolò di Domenico (1718)
- Vescovo Hyacinth Petit, O.Carm. (1718)
- Cardinale Camillo Cybo (1718)
- Vescovo Giacinto Zanobetti, O.P. (1718)
- Vescovo Muzio de' Vecchi (1719)
- Patriarca Carlo Ambrogio Mezzabarba (1719)
- Vescovo Domenico Angeletti (1719)
- Patriarca Girolamo Crispi (1721)
- Cardinale Francesco Barberini (1721)
- Cardinale Domenico Silvio Passionei (1721)
- Vescovo Bernardo Domenico Leoni (1722)
- Arcivescovo Muzio Gaeta (1723)
- Vescovo Luigi Maria de Dura, O.P. (1723)
- Cardinale Camillo Paolucci (1724)
- Vescovo Nicola Michele Abati (1724)
- Vescovo Jacopo Maria Erizzo, O.P. (1724)
- Vescovo Giovanni Battista Orsi, C.O. (1725)
- Vescovo Girolamo Lucini (1725)